# Conrad Lycosthenes
Conrad Lycosthenes, pseudonimo di Conrad Wolffhart, (Rouffach, 8 agosto 1518 – 25 marzo 1561), è stato un umanista ed enciclopedista francese.

## Biografia
Nacque in Alsazia figlio di Theobald Wolffhart ed Elizabeth Kürsner, sorella del teologo protestante Konrad Pelikan. Successivamente cambiò il suo cognome germanico, Wolffhart, in quello umanista di Lycosthenes.
Dal 1535 al 1539 studiò filosofia ad Heidelberg. Nel 1542 lasciò Heidelberg per Basilea dove iniziò l'insegnamento di grammatica e dialettica. Nel 1545, all'età di ventisette anni, divenne diacono nella chiesa di Saint-Leonard. Il 21 dicembre 1554 venne colpito da emiplegia e perse l'uso della mano destra. Imparò a scrivere con la mano sinistra e continuò le sue opere letterarie fino alla sua morte per apoplessia il 25 marzo 1561, all'età di 43 anni. Nel frattempo aveva sposato Chretienne Herbster, sorella del famoso stampatore di libri di Basilea, Johannes Oporinus (Oporin) e vedova di Leonard Zwinger, padre di Theodor Zwinger, autore di Theatrum vitae humanae.

## Opere

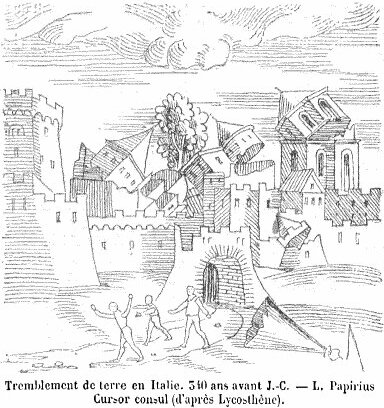
Riproduzione del XIX secolo da Prodigiorum ac ostentorum chronicon

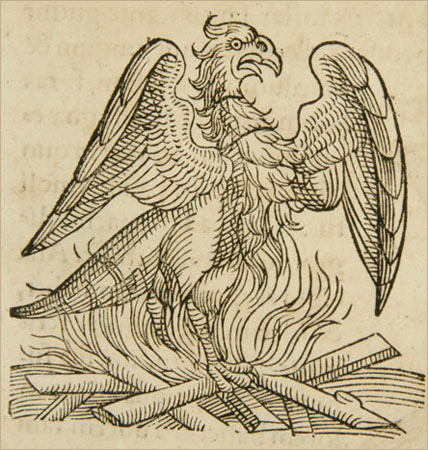
Una fenice da Apophthegmata

Apparteneva alla categoria degli uomini universali del XVI secolo. Imparò latino e greco ed era appassionato di curiosità. Le sue opere riguardano traduzioni, commenti e lavori originali.
- 1547 Commentaries su De viris illustribus, Basel, in-8°.
- 1551 Elenchus scriptorum omnium, Basel, in-4°.
- 1551 Gnomologia ex AEneae Sylvii operibus collecta, Basel, edit.1555, in 4°.
- 1552 Iulii Obsequentis Prodigiorum liber, ab urbe condita usque ad Augustum Caesarem, cujus tantum extabat Fragmentum, nunc demum Historiarum beneficio, per Conradum Lycosthenem Rubeaquensem, integrati suae restitutus. Basilae, ex off. Ioannis Oporinii, Anno Salutis humanae, M.D.LII. Mense Martio, in-8°.
- 1552 J. Ravisii Textoris officina, Basel.
- 1555 Apophthegmatum sive responsorum memorabilium, ex probatissimis quibusque tam graecis quam latinis auctoribus priscis pariter atque recentioribus, collectorum Loci communes ad ordinem alphabeticum redacti, Basel, in fol.
- 1557 Epitome Stobaei Sententiarum, Basel, in -8°.
- 1557 Parabolae sive similitudines ex var. auct. ab Erasmo collectae, in locos communes redactae, Berne in-4°; Basel, 1575, 1602, in-8°.
- 1557 Prodigiorum ac ostentorum chronicon, quae praeter naturae ordinem, et in superioribus et his inferioribus mundi regionibus, ab exordio mundi usque ad haec nostra tempora acciderunt. Basileae per H. Petri, fol, 672 p. fig. et pl. (64).
- 1559 Dom. Brusonii Facetiarum lib. VII, Basel, in-4°.
- 1560 Regula investigationis omnium locorum in tabula Helvetiae contentorum, Basel, in-4°.